# Cosmopterix sichuanella
Cosmopterix sichuanella là một loài bướm đêm thuộc họ Cosmopterigidae. Loài này có ở Trung Quốc (Giang Tây, Tứ Xuyên).
Chiều dài cánh trước khoảng 4,6 mm.